# Antonio Álvarez Pereyra
Antonio Álvarez Pereyra "el Lusitano" (n. Imperio portugués, 1530 – Esparza de la provincia de Costa Rica, Imperio español, 1599) fue un militar portugués que al servicio de la Corona española llegó al rango de capitán y participó activamente en la conquista de Costa Rica y por lo cual fue nombrado teniente de gobernador de esa provincia y que brevemente ejerciera el gobierno de 1570 a 1571, de 1571 a 1572, en 1577, en 1578 y en 1591.

## Participación en la conquista de Costa Rica
En sus primeros años en la América española estuvo en el Perú, Panamá, Guatemala y Nicaragua. Llegó a Costa Rica con Juan de Cavallón y Arboleda en 1561 y fue uno de los fundadores de la ciudad de Garcimuñoz. Llevó a cabo varias acciones de exploración y conquista, entre ellas el sometimiento del reino indígena de Pacaca, donde prendió al príncipe Quizarco, hermano del rey Coquiva, y una expedición a los dominios del rey Garabito, en el transcurso de la cual logró capturar a la esposa y a dos hijos de ese monarca. 
Durante el gobierno del alcalde mayor Juan Vázquez de Coronado fue uno de sus principales lugartenientes. En 1563 fundó la ciudad de Nueva Cartago, en las llanuras del sur de Costa Rica que tuvo una vida efímera. 
En 1568 fue alcalde ordinario de la ciudad de Cartago, capital de la provincia. 
En 1569, en el reparto ilegal de encomiendas efectuado por el gobernador Pero Afán de Ribera y Gómez, le fue adjudicado el importante pueblo de Corriravá (hoy Curridabat), con 600 indígenas (posiblemente 600 familias).

## Teniente de gobernador de Costa Rica
En el gobierno de Afán de Ribera fue teniente de gobernador y asumió interinamente el mando de la provincia de Costa Rica en 1570, cuando ese gobernante partió en su expedición a Tierra Adentro. Debido a que durante largo tiempo no se tuvo ninguna noticia de Afán de Ribera y a una serie de quejas que los españoles de Costa Rica formularon contra Álvarez Pereyra, la Real Audiencia de Guatemala dispuso el 15 de febrero de 1571 enviar a Costa Rica a Ortún de Velasco para asumir el gobierno interinamente. Velasco se trasladó por tierra a Costa Rica, llevando consigo gran número de soldados, ganados, municiones y bastimentos, y a su llegada a Cartago asumió el gobierno. Sin embargo, muy poco después se tuvo noticia de que Afán de Ribera estaba con vida y había fundado en el sur de la provincia la ciudad de Nombre de Jesús. Debido a esto, Velasco hubo de regresar a Guatemala y Álvarez Pereyra volvió a asumir el gobierno, que en 1572 volvió a manos de Afán de Ribera. 
En 1577 y 1578 volvió a ejercer interinamente el mando como Teniente de Gobernador, por encontrarse en Nicaragua el gobernador Diego de Artieda Chirino y Uclés. También fue corregidor de los valles de Landecho y Garabito. 
En 1591 asumió nuevamente el mando, por haber concluido sus funciones el gobernador interino y juez de comisión Juan Velázquez Ramiro de Logrosán y no haberse nombrado aún su sucesor. Emprendió una expedición por las tierras de los indígenas botos, en busca de una comunicación adecuada con el mar Caribe, sin éxito. 
En 1594 fue nuevamente alcalde ordinario de la ciudad de Cartago. Murió en la ciudad de Esparza en 1599. 

## Descendencia
No contrajo matrimonio, pero tuvo tres hijos extramatrimoniales con una mujer de la que no se tiene ningún dato. Los hijos fueron Inés Álvarez Pereira, casada con el capitán Bartolomé Sánchez; Juana, casada con el capitán Pedro de Arce, cirujano del adelantado de Costa Rica, Gonzalo Vázquez de Coronado, y Juan, casado en primeras nupcias con María Cano y Cordero y en segundas con una hija o nieta del conquistador Francisco Magariño. Consta que de Inés y Juan quedó descendencia.
En un relato de ficción publicado en 1920, después de su muerte, el escritor Manuel de Jesús Jiménez Oreamuno imaginó, sin ningún fundamento histórico ni documental, que Álvarez Pereyra había hecho vida marital con la mujer del rey Garabito y que esta era una mujer guerrera de la nación de Couto o Coctú, a la cual llamó en su relato con el nombre de Biriteca. Algunos genealogistas tomaron este relato novelesco como verdad histórica e incluso identificaron gratuitamente a la supuesta guerrera de Couto con la princesa Dulcehe, hermana del rey Corrohore de Quepo, aunque en realidad Pereyra capturó a la mujer de Garabito en 1561 y de la princesa Dulcehe solo se sabe que en 1563 estaba prisionera de los indígenas de Couto y fue rescatada por Juan Vázquez de Coronado. Lo cierto es que en ningún documento consta que ninguna de esas dos mujeres haya sido la madre de los hijos extramatrimoniales de Álvarez Pereyra, nacidos una en 1579 y los demás en el decenio de 1580. 